# Герб Воронезької області
Герб Воронезької області є символом Воронезької області, прийнятий 5 липня 2005 року.

## Опис
Герб Воронезької області — це зображення на червоному геральдичному щиті золотої гори, що виходить із боку щита, на якій срібний глечик, що виливає таку ж воду. Щит увінчаний золотою короною й оточений дубовими листами, з'єднаними блакитною стрічкою. Над короною — вензель Петра Першого.
Еталон герба Воронезької області в багатобарвному варіанті перебуває на зберіганні в будинку Парламентського центру.